# Kočino Selo
Kočino Selo (cyr. Кочино Село) – wieś w Serbii, w okręgu pomorawskim, w mieście Jagodina. W 2011 roku liczyła 930 mieszkańców.